# Kylie Rogers
Kylie Rogers (Dallas (Texas), 18 februari 2004) is een Amerikaanse jeugdactrice.

## Carrière
Rogers begon in 2012 met acteren in de film Horror House, waarna zij nog meerdere rollen speelde in films en televisieseries. Zo speelde zij de rol van Minx Lawrence in de televisieserie The Whispers, waar zij in 13 afleveringen speelde (2015). Voor deze rol werd zij in 2016 samen met de cast genomineerd voor een Young Artist Award in de categorie Best Optreden door een Cast. 

## Filmografie

### Films
- 2023: Beau Is Afraid - als Toni
- 2023: Landscape with Invisible Hand - als Chloe Marsh
- 2022: Cheaper by the Dozen - als Ella
- 2019: Less Than Zero - als Kay
- 2019: Run with the Hunted - als jonge Peaches
- 2018: Skin - als Sierra
- 2017: Linda from HR - als Alex Plugh
- 2016: Collateral Beauty - als Allison Yardsham
- 2016: What Goes Around Comes Around - als Ella
- 2016: Miracles from Heaven - als Anna Beam
- 2015: Fathers & Daughters - als jonge Katie
- 2015: Mojave - als Sophie
- 2014: All I Want for Christmas - als Rebecca Patterson
- 2014: Finders Keepers - als Claire Simon
- 2014: Boys of Abu Ghraib - als dochter
- 2014: Space Station 76 - als Sunshine
- 2013: We've Got Balls - als Tinker Belle Hanley
- 2013: The Gates - als Chloe Baxley
- 2013: The List - als Lily Dunston
- 2012: Horror House - als Helen (8 jaar oud)

### Televisieseries
Uitgezonderd eenmalige gastrollen.
- 2018-2022 Yellowstone - als jonge Beth - 7 afl.
- 2020-2021 Home Before Dark - als Izzy Lisko - 20 afl.
- 2015 The Whispers - als Minx Lawrence - 13 afl.
- 2013-2014 Once Upon a Time in Wonderland - als Millie - 2 afl.
- 2012 Private Practice - als Sarah Nelson - 2 afl.

- Gemeinsame Normdatei: 1209080001
- Library of Congress Control Number: no2016104857
- Virtual International Authority File: 3147121803426392776
- WorldCat: E39PBJd3Q9m9qjWygx8bkDfTHC